# Heinrich Himmler (livro)
Heinrich Himmler é o título da biografia de Peter Longerich  sobre o Reichsführer das Schutzstaffel (comandante militar da SS), e um dos principais líderes do Partido Nazi (NSDAP) da Alemanha Nazi.
Responsável máximo das SS, chefe da polícia alemã, comissário do Reich para o Fortalecimento do Povo Alemão e ministro do Interior do Reich, supervisionando toda a política interna e externa e as forças de segurança, incluindo a Gestapo, Heinrich Himmler  gozou de uma posição de poder quase sem paralelo na Alemanha Nazi. Talvez mais do que qualquer outro líder nazi para além de Hitler, o seu nome tornou-se sinónimo do terror, repressão e destruição que caracterizaram o Terceiro Reich. Os seus amplos poderes determinaram que fosse tão responsável pela repressão interna do povo alemão, como pelas atrocidades perpetradas pelas SS na Frente Leste. E no entanto, apesar do seu papel central nos crimes daquele regime, até agora Himmler mantinha-se uma figura indefinida e esquiva nos relatos deste período histórico.